# Dendrobium taveuniense
Dendrobium taveuniense är en orkidéart som beskrevs av Elizabeth Anne Dauncey och Phillip James Cribb. Dendrobium taveuniense ingår i släktet Dendrobium, och familjen orkidéer.
Artens utbredningsområde är Fiji. Inga underarter finns listade i Catalogue of Life.